# Gaston Rivierre
Louis Clément Gaston Rivierre, född den 3 juni 1862 i Asnières-sur-Seine, död den 1 december 1942 i Levallois-Perret var en fransk tävlingscyklist. Hans främsta merit var tre segrar i Bordeaux–Paris (1896–1898).
Rivierre var utbildad vid École Polytechnique och, utöver att han cyklade, konstruerade han också egna cykeldetaljer och fick tre patent på olika växelsystem. När han vann sina tre segrar i Bordeaux–Paris körde han på en cykel med en kardanaxel i stället för kedja. Han öppnade också en cykelaffär i parisförorten  Levallois-Perret efter karriären. Han var sedan också en drivande kraft inom veterancykling och deltog regelbundet i Critérium des Vieilles Gloires ("Gamla hjältars kriterium").

## Meriter
| 1893 7:a i Bordeaux–Paris 1894 Vinnare av Lyon–Paris–Lyon Vinnare av Caen–Cherbourg–Caen Vinnare av 1000 kilomètres de Paris 3:a i Bol d'Or 1895 3:a i Bol d'Or 1896 Vinnare av Bordeaux–Paris (delad seger med Arthur Linton) Vinnare av Bol d'Or Vinnare av Le Havre–Rouen–Le Havre | 1897 Vinnare av Bordeaux–Paris 4:a i Paris–Roubaix 1898 Vinnare av Bordeaux–Paris 1899 4:a i Bordeaux–Paris 1901 2:a i Paris–Brest–Paris |

## Galleri

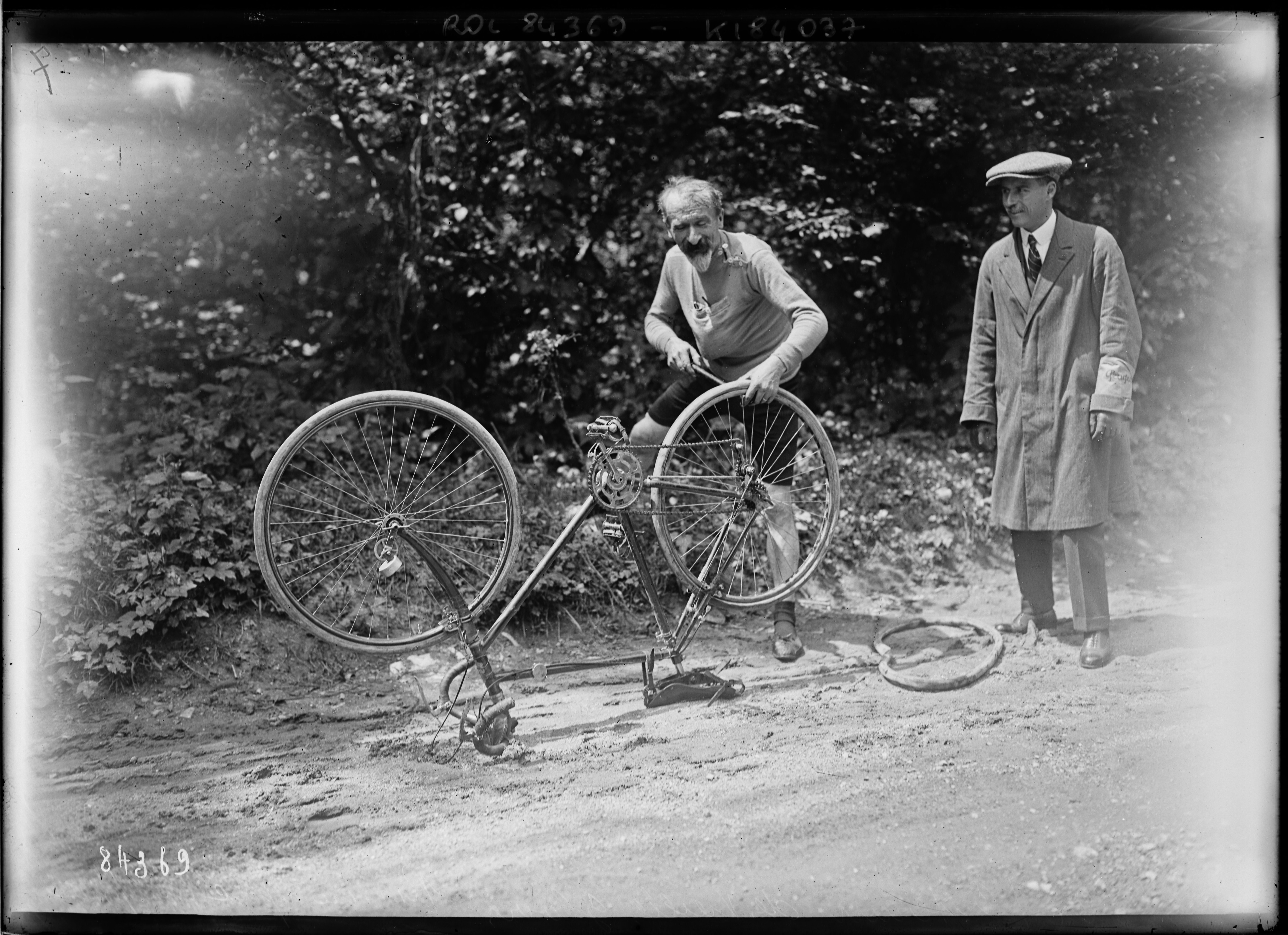
En 60-årig Rivierre byter slang under Critérium des Vieilles Gloires 1923.
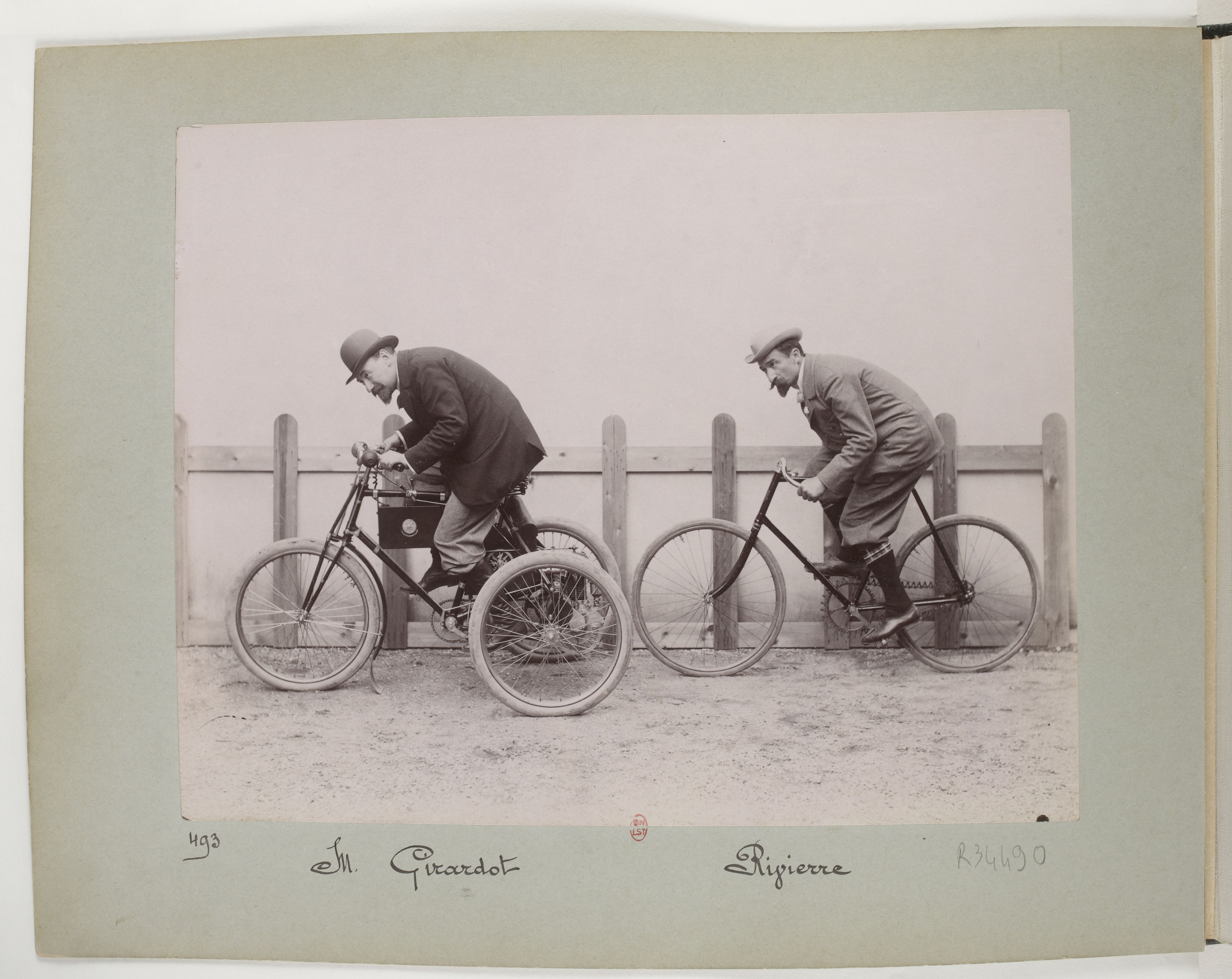
Gaston Rivierre med pace av en trehjulig motorcykel 1897/1898.
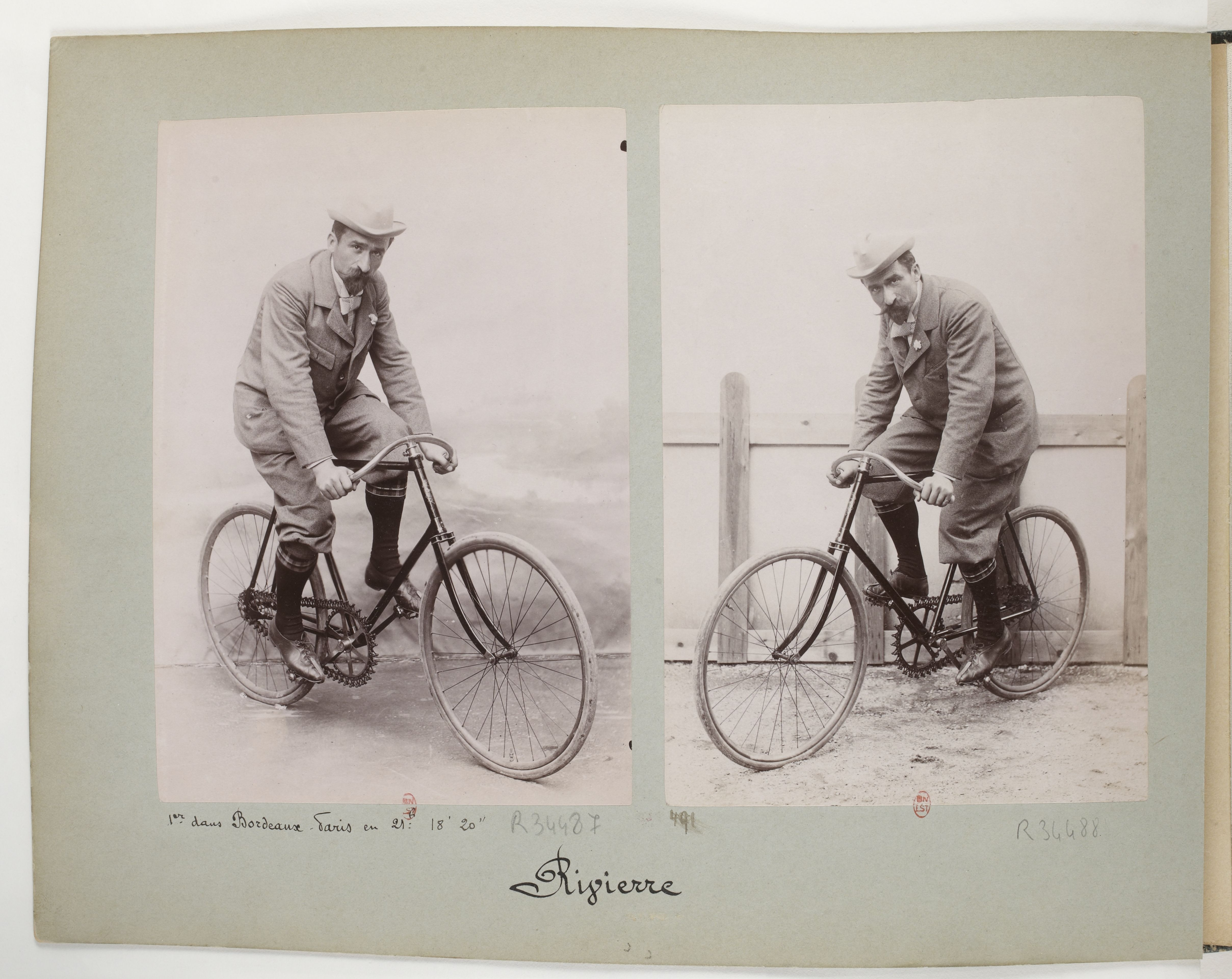
Notera Rivierres märkliga kedja. Möjligen en egen konstruktion...